# Cząstka próbna
Cząstka próbna (cząstka, objętość próbna, element płynu) – w mechanice płynów mała objętość płynu, która przemieszcza się w płynie (np. powietrzu), zachowując lub zmieniając określające ją parametry. Parametry określające cząstkę są jednakowe dla całej cząstki, dlatego w rozumieniu praw fizyki jest ona traktowana jako ciało fizyczne.
Przykładowo cząstka próbna może:
- przemieszczać się bez wymiany ciepła z otoczeniem (proces adiabatyczny),
- oddziaływać z promieniowaniem słonecznym (jeden z procesów diabatycznych),
- podlegać wymianie turbulencyjnej z otoczeniem (proces mieszania turbulencyjnego).

Objętość cząstki próbnej nie jest zdefiniowana, zdefiniowane są jej własności fizyczne i procesy wymiany z otoczeniem.
Pojęcie cząstki próbnej jest często wykorzystywane do opisu sił, które działają na płyn, do opisu równań ruchu powietrza lub zmian własności termodynamicznych, chemicznych lub fizycznych.